# Pasaporte boliviano
El pasaporte boliviano es el documento oficial de viaje emitido a los ciudadanos del Estado Plurinacional de Bolivia por medio del gobierno boliviano a través de su oficina especialmente designada, Dirección General de Migración. El documento también puede ser ampliado en el extranjero por medio de las representaciones consulares.
El pasaporte actual ha sufrido varias modificaciones siguiendo las normas internacionales y otras relacionadas con el nombramiento y la adhesión a organizaciones internacionales, como la Comunidad Andina. Desde 2018, la Dirección General de Migración implementó el pasaporte biométrico que contiene un chip electrónico y 24 medidas de seguridad, que cumplen con las regulaciones internacionales para lecturas mecánicas y biométricas.  Desde el año 2024, el trámite y entrega del pasaporte boliviano es de una hora.

## Clases de Pasaporte
- Pasaporte Corriente: Es emitido por la Dirección General de Migración, dentro del territorio nacional; para las bolivianas y los bolivianos en el exterior, la emisión e impresión de dicho documento será realizada en coordinación con las representaciones consulares bolivianas.
- Pasaporte Diplomático: Es el documento personal de viaje y de identificación concedido a quienes desempeñan determinadas funciones o cargos de alta investidura, con jurisdicción y competencia nacional y que cumplen misiones diplomáticas, consulares u oficiales en el exterior, de forma permanente o temporal. El mismo conlleva privilegios e inmunidades que son regulados y reconocidos por tratados internacionales y por la costumbre internacional. Es emitido por el Ministerio de Relaciones exteriores.
- Pasaporte Oficial: Es el documento personal de viaje y de identificación concedido a servidores de Estado de alto rango, que cumplan una misión oficial en el exterior de forma permanente o temporal. Es emitido por el Ministerio de Relaciones exteriores.
- Pasaporte de Servicio: Es el documento personal de viaje y de identificación concedido a servidores públicos, que cumplan una misión expresamente oficial en el exterior de forma permanente o temporal en el marco de sus funciones. Es emitido por el Ministerio de Relaciones exteriores.
- Libreta de Tripulante Terrestre: Es un documento que permite a su titular ingresar, circular, permanecer y salir del territorio de los Países Miembros por los cuales transite, como parte de la tripulación de un vehículo habilitado, en una operación de transporte internacional por carretera. Es emitido por la Dirección General de Migración.

## Galería

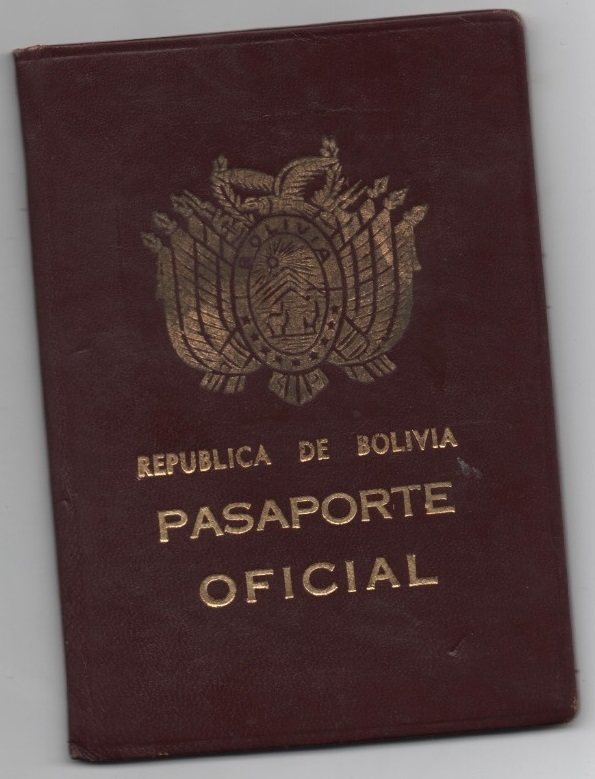
Pasaporte Oficial Boliviano década 1960.
Pasaporte Boliviano década 1980.
Pasaporte boliviano década 2000 de pasta azul donde se muestra solamente el nombre del país en el título.
Pasaporte boliviano de pasta color vino, mostrando a la Pasaporte Andino añadida al título. Implementado por Decisión 625 de la Comunidad Andina emitido desde, 31 de diciembre de 2006.
Pasaporte boliviano de lectura mecánica emitido desde 2010 hasta enero de 2019, fue remplazado por el nuevo pasaporte biometrico en febrero de 2019.
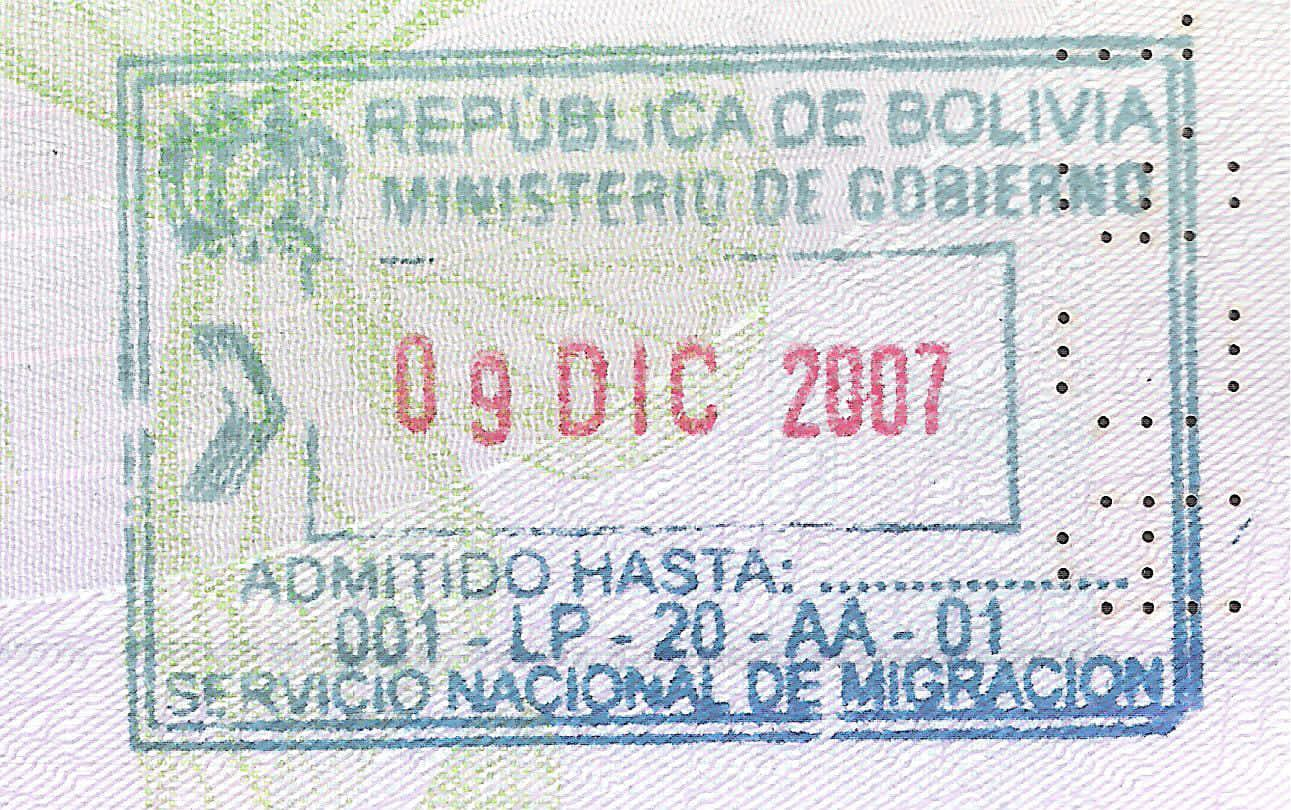
Sello de ingreso pasaporte boliviano, hasta 2010.
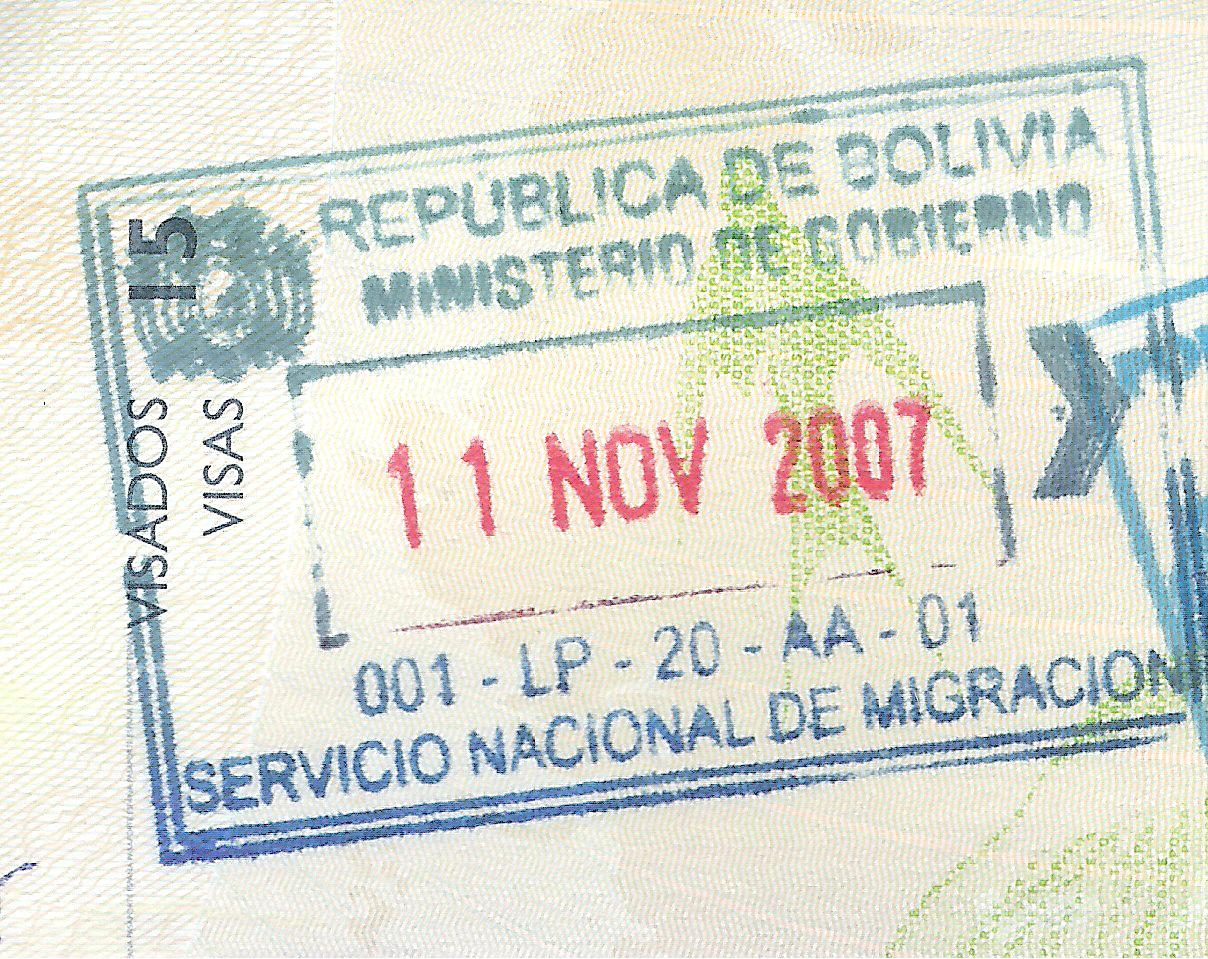
Sello de salida pasaporte boliviano, hasta 2010.
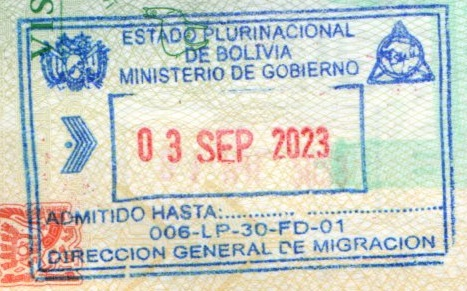
Sello actual de ingreso pasaporte boliviano.
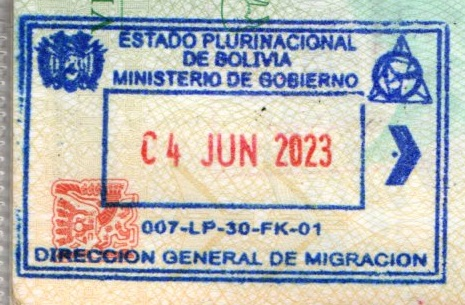
Sello de salida pasaporte boliviano.
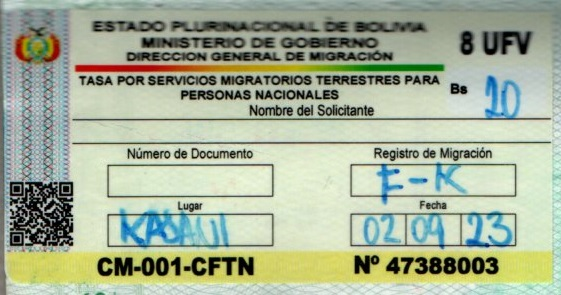
Tasa por servicios migratorios terrestres para personas nacionales
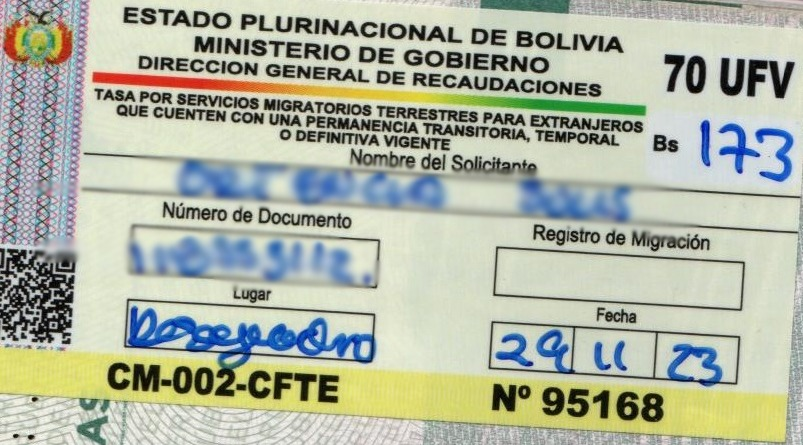
Tasa por servicios migratorios terrestres para personas extranjeras residentes

## Visado
En 2023, los bolivianos tenían acceso sin visa o con visa a la llegada a 80 estados y territorios, lo que sitúa al pasaporte boliviano en la 64.ª posición en el Índice de restricciones de Visa.

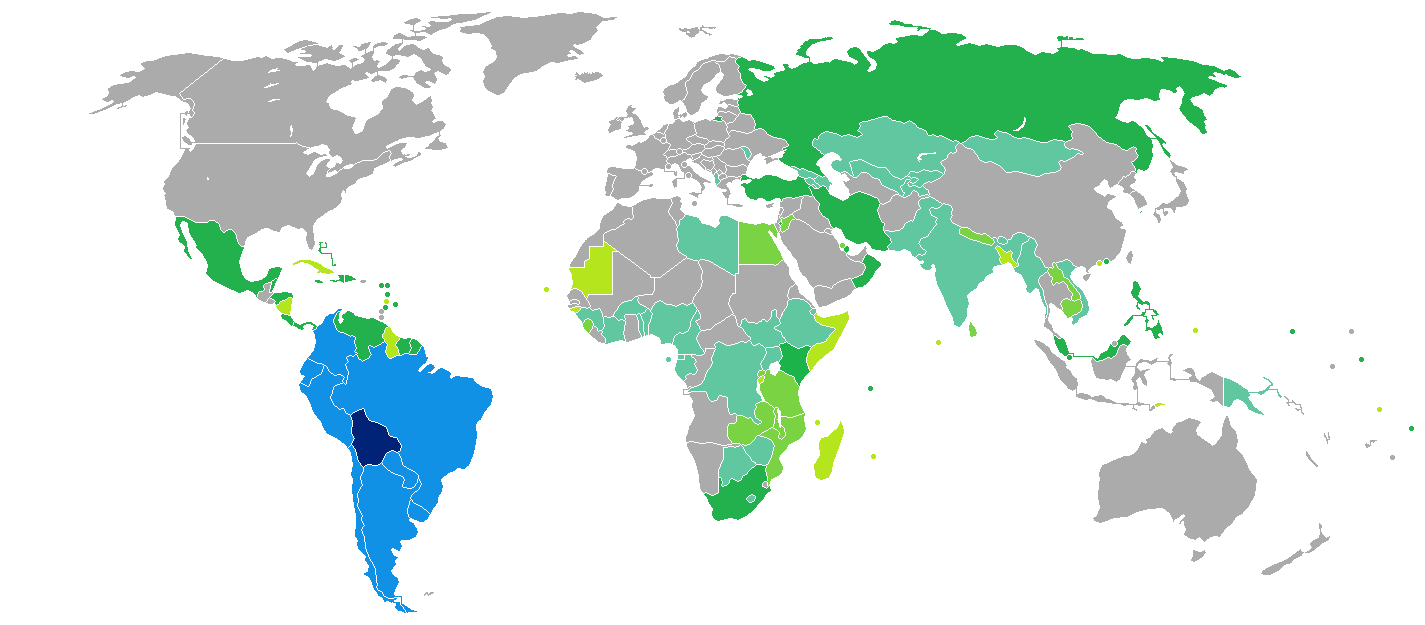
Bolivia
Viaje con Cédula de Identidad
Países que no exigen visa a los bolivianos.
Países con visa a su llegada
e-Visado
Visa disponible a su llegada o en línea
Visado requerido antes de la llegada